# Ofensiva de Hama (2016)
La ofensiva Hama (2016), cuyo nombre en código fue la Batalla por el amor de Dios de los rebeldes, fue una operación militar ofensiva lanzada por los rebeldes sirios durante la guerra civil siria en la parte norte de la Gobernación de Hama como un intento de aliviar la presión sobre los rebeldes que luchaban en Alepo.

## La ofensiva

### Los rebeldes avanzan
La operación comenzó el 29 de agosto, con dos atentados suicidas con coche bomba en Jund al-Aqsa contra los puestos de control del ejército sirio cerca de la aldea de al-Latamina. Siguieron enfrentamientos feroces, después de lo cual, los rebeldes lograron capturar rápidamente varios pueblos. Las milicias locales de las Fuerzas de Defensa Nacional a favor del gobierno fueron enviadas a un retiro repentino y descoordinado, que llevó a los rebeldes a capturar la ciudad de Halfaya.  
Durante las siguientes 24 horas, la Fuerza Aérea de Siria realizó 52 ataques aéreos,  que mataron al menos a 20 rebeldes,  y poco después el Ejército logró recuperar temporalmente una aldea, antes de que fueran rechazados una vez más.   En la tarde del 30 de agosto, los rebeldes también lograron apoderarse de la ciudad de Taybat al-Imam, así como de otras dos aldeas cercanas. Al día siguiente, los rebeldes lograron ingresar a la ciudad de Suran, pero posteriormente fueron rechazados después de no poder capturar el centro de la ciudad. Sin embargo, cuatro horas después, se lanzó un segundo ataque rebelde que finalmente terminó en la captura rebelde de Suran.  Posteriormente, las fuerzas rebeldes lideradas por Jund al-Aqsa iniciaron un ataque contra la aldea alauita de Ma'an , alegando que ya habían capturado una pequeña barrera al norte del asentamiento y 4 puntos de control al este.
El 1 de septiembre, los rebeldes tomaron la ciudad de Maardis, así como un pueblo cercano. Durante sus avances en Maardis, los rebeldes tomaron una base de misiles que estaba siendo preparada por las fuerzas rusas para su uso. Durante los siguientes cuatro días, se llevaron a cabo varios contraataques del Ejército fallidos en un intento por recuperar la ciudad. Al mismo tiempo, los ataques de los rebeldes a las aldeas de Ma'an, Kawkab y Jubbayn, fueron rechazados por las tropas del gobierno.  
El 2 de septiembre, un misil Jaish al-Izza BGM-71 TOW destruyó en el aire una Gacela Aérospatiale de la zona.  Al día siguiente, el ejército sirio recapturó temporalmente a Samam Hill, antes de perderlo más tarde en el día.  Dos días después, las fuerzas gubernamentales capturaron dos colinas que dominaban la ciudad de Qamhana y obligaron a los rebeldes a retirarse de las afueras de la ciudad.  

### Contraataque del ejército, nuevo avance rebelde y estancamiento
El 6 de septiembre, el ejército sirio repelió los ataques de los rebeldes contra Ma'an y la aldea vecina de Karah.  En el proceso, las unidades del ejército sirio recapturaron la aldea de Btaysh. El 7 de septiembre, las unidades del Ejército sirio y del NDF lanzaron un nuevo ataque contra Maardis y Taybat Al-Imam, despejando el área alrededor de Kawkab, y recapturaron tres aldeas el 9 de septiembre.
El 11 de septiembre, tras un ataque suicida contra posiciones del Ejército, los rebeldes capturaron Kawkab. Los días 13 y 14 de septiembre, las fuerzas rebeldes lanzaron varios ataques cerca de Maardis y Ma'an y tomaron el control de varios puntos de control, aunque, según informes, el gobierno repelió sus asaltos a las propias ciudades.
A partir del 15 de septiembre, luego de los avances logrados en las dos semanas anteriores, los rebeldes se preparaban para comenzar la segunda fase de su ofensiva para llegar a la ciudad de Hama. Al mismo tiempo, las fuerzas gubernamentales se movilizaron para un contraataque para recuperar todo el territorio que habían perdido.

### Más ganancias rebeldes
El Ejército lanzó su contraataque el 21 de septiembre y avanzó, capturando una colina y varias granjas en el extremo este de Maardis. Los rebeldes afirmaron haber destruido cuatro tanques del Ejército durante los combates y que capturaron y ejecutaron a 20 soldados. Al día siguiente, los militares tomaron varias granjas cerca de Maardis. Sin embargo, el 23 de septiembre, las fuerzas rebeldes revirtieron todas las ganancias del gobierno durante un contraataque, mientras que hubo informes contradictorios sobre quién controlaba la aldea de Iskandariah. El mismo día, aviones de combate rusos bombardearon un cuartel general de rebeldes en una cueva en Taybat al-Imam, matando a 22 combatientes rebeldes del Ejército de Idlib Libre.
El 24 de septiembre, los rebeldes capturaron a Ma'an y al-Kabariyyah después de una corta batalla.  Posteriormente, el ejército sirio lanzó un contraataque a pequeña escala y volvió a entrar en al-Kabariyyah.
El 27 de septiembre, los rebeldes una vez más avanzaron y capturaron seis aldeas más.  El 28 de septiembre, según el ejército sirio, Jund al-Aqsa usó armas químicas contra defensores pro-gubernamentales cuando el grupo atacó y capturó a Karah.  En respuesta a los avances de los rebeldes, se enviaron varias unidades a favor del gobierno como refuerzos a la provincia de Hama y poco después las fuerzas del gobierno anunciaron una nueva contraofensiva, que no produjo ganancias.  Hasta el 29 de septiembre, los rebeldes se habían apoderado de 42 pueblos, aldeas y colinas.   Mientras tanto, el grupo rebelde Ahrar Darayya (originario de Darayya ) se fusionó con Jaysh al-Nasr y se unió a la batalla en el norte de Hama.  
El 6 de octubre, se informó que Fuad al-Salah, el prominente líder de la "Milicia del Leopardo", fue asesinado en el norte de Hama.  

### Contraataque del ejército y el gobierno recupera terreno
El 8 de octubre, aprovechando las luchas internas de los rebeldes en la cercana provincia de Idlib , el Ejército lanzó un contraataque y recapturó 10 aldeas (incluida Qarah), varias colinas, dos puestos de control y un aeródromo.   Los militares continuaron avanzando hacia otras aldeas cercanas, específicamente Ma'an, mientras que un ataque aéreo ruso golpeó directamente un pequeño convoy que salía de Kawkab.
El 9 de octubre, el Ejército recapturó dos aldeas más (Ma'an y Kubbariyah), así como partes de Kawkab.  La nueva lucha por Ma'an tuvo lugar más tarde esa noche, y al día siguiente ambas aldeas fueron nuevamente controladas por los rebeldes. Posteriormente, las tropas del gobierno lanzaron un nuevo asalto a Ma'an, y la ciudad, junto con la cercana Kawkab, fue fuertemente golpeada por ataques aéreos. El 11 de octubre, el Ejército se apoderó de Kawkab, así como de Kubbariyah una vez más. Un contraataque rebelde posterior contra Kawkab fue rechazado, con los rebeldes que presuntamente sufrieron grandes bajas. Dos días después, el ejército capturó a Ma'an, así como a una colina cercana.
El 16 de octubre, las fuerzas gubernamentales se apoderaron de Maardis y de la aldea de Iskandariah.  El avance se produjo después de que las unidades del Ejército lograron tomar el control de la cercana colina Al-Abbadah el día anterior y establecieron el control de fuego sobre Maardis.  Los rebeldes lanzaron posteriormente un contraataque antes del anochecer en un intento por recuperar tanto a Maardis como a Iskandariah.  El control gubernamental de Maardis siguió siendo tenue mientras los combates continuaban hasta la tarde.  Al día siguiente, el contraataque había sido repelido.  Durante los combates, los rebeldes lograron recuperar temporalmente la ciudad antes de perderla nuevamente.
A principios del 18 de octubre, comenzó un asalto del Ejército en Suran, con tropas del gobierno logrando capturar una base cerca de la ciudad.  Los intentos del gobierno por avanzar continuaron al día siguiente.
A principios del 24 de octubre, se produjeron enfrentamientos en torno a al-Remelia, cerca de Salamiyah mientras el gobierno preparaba un nuevo asalto para recuperar a Taybat al-Imam y Souran de los rebeldes.  Más tarde, el Ejército avanzó hacia el oeste de Ma'an y hacia las afueras del este de Souran, lo que provocó feroz enfrentamientos con los defensores rebeldes.  Al día siguiente, el Ejército avanzó hacia el oeste de Ma'an y recapturó Dharat Al-Fitas, Talat Khirbat y el puesto de control de Madajnah después de seguir avanzando hacia la ciudad clave de Morek.  Mientras tanto, los combatientes de Jund al-Aqsa ejecutaron a Baha'a Al-Nizal, el comandante principal de Jaysh al-Farouq en el norte de Hama, por razones desconocidas.   El 27 de octubre, las fuerzas del gobierno avanzaron hacia Souran después de capturar la cercana colina de Tal Al-Dour, resultó en una feroz batalla, que duró hasta que los rebeldes se retiraron, lo que permitió al Ejército asegurar la ciudad por completo.  Mientras tanto, los enfrentamientos también tuvieron lugar en Taybat al-Imam.
Entre el 28 de octubre y el 4 de noviembre, los militares hicieron avances al norte de Souran y Ma'an, capturando un punto de control, el pueblo Al-Buwaydah y varias colinas.  El 4 de noviembre, los militares continuaron su avance y tomaron tres puntos de control al sur del bastión rebelde de Morek.
El 5 de noviembre, los militares avanzaron en el pueblo de Lehaya, al sur de Morek.  Al mismo tiempo, los rebeldes lanzaron un contraataque, capturando un punto de control y un pueblo de shalyut al norte de Mhardeh.  Sin embargo, posteriormente, después de la llegada de refuerzos militares, las fuerzas gubernamentales recapturaron todo el territorio perdido. Aun así, el 6 de noviembre, los rebeldes lograron recuperar dos puntos de control y una colina al sur de Morek que habían perdido antes.

## Secuelas
El 24 de noviembre, el ejército sirio recapturó un pequeño pueblo y una colina cerca de Ma'an de los rebeldes, pocos días después de haberlos perdido en un ataque rebelde.
El 21 de marzo de 2017, los grupos rebeldes liderados por Tahrir al-Sham lanzaron otra ofensiva en el norte de Hama, con el objetivo de recuperar las ciudades de Suran y Maardis, que fue recapturada por la SAA durante la ofensiva de 2016.  La ofensiva comenzó con el lanzamiento de dos coches bomba suicidas.